# تور ینسن
تور ینسن (نروژی: Thor Jensen; ۴ ژوئن ۱۸۸۹ – ۱۹ ژوئن ۱۹۵۰) ژیمناست هنری اهل نروژ بود.